# Episodi di Poldark (serie televisiva 2015) (terza stagione)
La terza stagione della serie televisiva Poldark è stata trasmessa nel Regno Unito per la prima volta dall'emittente BBC One dall'11 giugno al 6 agosto 2017.
In Italia, la stagione è andata in onda in prima visione sul canale satellitare La EFFE dal 21 settembre al 19 ottobre 2018.
| nº | Titolo originale | Titolo italiano | Prima TV UK    | Prima TV Italia   |
| -- | ---------------- | --------------- | -------------- | ----------------- |
| 1  | Episode 1        | Episodio 1      | 11 giugno 2017 | 21 settembre 2018 |
| 2  | Episode 2        | Episodio 2      | 18 giugno 2017 | 21 settembre 2018 |
| 3  | Episode 3        | Episodio 3      | 25 giugno 2017 | 28 settembre 2018 |
| 4  | Episode 4        | Episodio 4      | 2 luglio 2017  | 28 settembre 2018 |
| 5  | Episode 5        | Episodio 5      | 9 luglio 2017  | 5 ottobre 2018    |
| 6  | Episode 6        | Episodio 6      | 16 luglio 2017 | 5 ottobre 2018    |
| 7  | Episode 7        | Episodio 7      | 23 luglio 2017 | 12 ottobre 2018   |
| 8  | Episode 8        | Episodio 8      | 30 luglio 2017 | 12 ottobre 2018   |
| 9  | Episode 9        | Episodio 9      | 6 agosto 2017  | 19 ottobre 2018   |